# Цілинна балка (Червона сільська рада)
Цілинна балка — ентомологічний заказник місцевого значення. Об'єкт розташований на території Великобілозерського району Запорізької області, в межах земель Червоної сільської ради.
Площа — 2 га, статус отриманий у 1984 році.